# Danny Schayes
Daniel Leslie Schayes (* 10. Mai 1959 in Syracuse, New York) ist ein ehemaliger US-amerikanischer Basketballspieler.
Der Sohn der amerikanischen Basketballlegende Dolph Schayes wurde 1981 von den Utah Jazz gedraftet und verbrachte seine besten Jahre bei den Denver Nuggets. Nach 18 Jahren beendete Schayes 1999 seine lange Laufbahn. Schayes zeichnete sich vor allem durch einen guten Mitteldistanzwurf aus. 
Schayes lebt mit der ehemaligen olympischen Turmspringerin Wendy Lucero zusammen. Bemerkenswert ist auch sein Collegeabschluss mit Auszeichnung in Organischer Chemie.